# Ridley, Kent
Ridley är en by i civil parish Ash-cum-Ridley, i distriktet Sevenoaks, i grevskapet Kent, i England. Byn är belägen 11 km från Sevenoaks. Ridley var en civil parish fram till 1955 när blev den en del av Ash with Ridley. Civil parish hade 70 invånare år 1951. Byn nämndes i Domedagsboken (Domesday Book) år 1086, och kallades då Redlege.